# 別所村 (兵庫県印南郡)
別所村（べっしょむら）は、兵庫県印南郡にあった村。現在の姫路市別所町各町にあたる。

## 地理
- 山岳：南山、桶居山
- 河川：天川

## 歴史
- 1889年（明治22年）4月1日 - 町村制の施行により、別所村・小林村・北宿村・佐土新村・佐土村の区域をもって発足。
- 1957年（昭和32年）10月1日 - 姫路市に編入。同日別所村廃止。

1953年10月に町村合併促進法が施行（昭和の大合併）されると、県が当初策定した合併計画では別所村は米田町を中心とするグループに含まれるも、「御国野村との合併も可」とする留保がつけられていていた。このため1954年3月に兵庫県加印地方事務所は管内を6ブロックに分けた合併案を示すが、別所村については「姫路市と密接な関係があり」「飾磨地方事務所と交渉中」として米田ブロックから除かれ、どのブロックにも含まれなかった。村の大勢は姫路市との合併に傾いていたが、小林・北宿部落は阿弥陀村と行動を共にし高砂市との合併論を唱え、非公式ながら高砂市の意向を打診する。しかし米田町が合併問題で紛糾、結果として分町合併という道をたどったことから、これを見た村当局は「米田町の二の舞を避けたい」として村民の意向把握と説得に時間をかけ、1957年3月の村議会で姫路市との合併を可決するに至る。

## 交通

### 鉄道路線
村域を日本国有鉄道の山陽本線が通過したが、駅は所在しなかった。現在はひめじ別所駅が所在。また、現在は旧村域を山陽新幹線が通過するが、当時は未開業。

### 道路
現在は旧村域に播但連絡道路の姫路ジャンクション・大塩別所ランプが所在するが、当時は未開通。